# Elias Magnus Nordenstolpe
Elias Magnus Nordenstolpe (före 1758 Ingman), född november 1704 i Karis, Finland, död 23 januari 1773 i Klara församling, Stockholm, var en svensk ämbetsman och företagare.

## Biografi
Elias Magnus Nordenstolpe var son till kronofogden Anders Ingman. Han fick sin utbildning genom praktik hos häradsskrivare och på landskontor och blev 1725 extraordinarie kammarskrivare i kammarkollegium. År 1728 blev Nordenstolpe kamrerare hos kanslipresidenten Arvid Horn, 1734 likvidationskommissarie i Stockholm, samma år kamrerare hos riksrådet Olof Törnflycht och anställdes 1736 vid kammarrevisionen. Han blev 1738 kassör i Rikets ständers bank och 1747 assessor i kammarrevisionen. Han kom att komma i besittning av en betydande förmögenhet sedan han 1738 gift sig med Christina Sophia Spalding, dotter till brukspatronen på Gusums bruk Georg Spalding. Från 1740-talet och framåt köpte han flera fastigheter i Östergötland och ägde vid sin död 11 mantal i Östergötland. Han kom även 1761 att köpa Stensta och Bottna säterier norr om Norrtälje om sammanlagt 15 mantal. Dessutom ägde han två stenhus i Stockholm. Senast 1750 blev han även delägare i fiskerikompaniet. Han lyckades 1757 i opposition mot Jacob och Abraham Arfwedson genomdriva kompaniets nedläggning och köpte därefter med ett konsortium upp delar av kompaniets tillhörigheter för att själva driva verksamheten vidare. År 1752 trädde han in som disponent för Rörstrand och kom efterhand att köpa upp allt fler andelar i fabriken och arrenderade den från 1760 för egen räkning. Året före sin död sålde han sina andelar som då utgjorde 4/5 av fabriken. Under hans tid som ledare kom Rörstrand att utvecklas till ett blomstrande företag. Nordenstolpe adlades 1758, släkten tog introduktion först med hans söner 1773. Han blev 1762 kammarrevisionsråd.

### Familj
Nordenstolpe gifte sig 14 november 1738 i Norrköping med Christina Sofia Spalding (1712–1795). Hon var dotter till brukspatronen Georg Spalding och Sofia Christofferssen i Ringarums församling. De fick tillsammans barnen: 
- Arvid Georg Nordenstolpe (1739–1799) kammarråd
- Majoren Elias Magnus Nordenstolpe (1740–1783)
- Anders Gustaf Nordenstolpe (1741–1741)
- Sofia Christina Nordenstolpe (1743–1824) som var gift med kvartermästaren Olof Gustaf Groth i Stockholm och kronofogden Magnus Julius Godhe
- Anna Catharina Nordenstolpe (1745–1824) som var gift med brukspatronen Carl Detlof Heijke i Linde församling och kaptenen Nils Gabriel Dahlcrona (1743–1830)
- Lovisa Johanna Nordenstolpe (1746–1826 som var gift med hovjunkaren Fredrik Leijonmarck, Maria Charlotta Nordenstolpe (1747–1825) som var gift med kyrkoherden Olof Strandberg i Torshälla
- Altea Gustava Nordenstolpe (1748–1800)
- Sara Fredrika Nordenstolpe (1750–1836) som var gift med medicin doktorn Johan Herman Ekman (1734–1800),
- Ulrika Nordenstolpe (1751–1800), kammarrådet Fredrik Nordenstolpe (1755–1816),
- Majoren Anders Nordenstolpe (1756–1841)
- Hedvig Christina Nordenstolpe (1758–1758).[2]